# Ivan Udodov
Ivan Vasiljevič Udodov (Иван Васильевич Удодов, 20. května 1924 Glubokij – 16. října 1981 Rostov na Donu) byl sovětský vzpěrač, který se stal na Letních olympijských hrách 1952 vítězem v bantamové váze.
V dětství přišel o rodiče a vyrůstal v dětském domově. Když jeho bydliště v roce 1942 okupoval wehrmacht, byl odvezen na nucené práce do Německa a po neúspěšném pokusu o útěk uvězněn v koncentračním táboře Buchenwald. Podařilo se mu všechny útrapy přežít, ale na konci války vážil necelých třicet kilogramů a nebyl schopen chodit.
V rámci rehabilitace se začal věnovat vzpírání a stal se členem rostovského klubu Dynamo. Již v roce 1948 skončil na jihoruských přeborech na druhém místě. V roce 1950 získal první titul mistra Sovětského svazu v bantamové váze, který v následujících dvou letech obhájil a odjel na olympiádu do Helsinek, kde dosáhl v trojboji světového rekordu 315 kg a zvítězil o 7,5 kg před Íráncem Mahmúdem Namdžúem. Získal tak vůbec první olympijské zlato v historii sovětského vzpírání. V roce 1953 se stal mistrem světa i Evropy a vylepšil svůj světový rekord v trojboji na 320 kg.
V roce 1954 přešel z bantamové do pérové váhy a získal stříbrné medaile na světovém i evropském šampionátu v letech 1954 a 1955, když pokaždé prohrál s reprezentačním kolegou Rafaelem Cimiškjanem. V roce 1956 vybojoval svůj čtvrtý titul mistra SSSR, ale olympiády v Melbourne se kvůli zranění nezúčastnil. Poté ukončil sportovní kariéru a pracoval jako řidič a řezník, věnoval se také trenérské činnosti.